# Prokopský lom

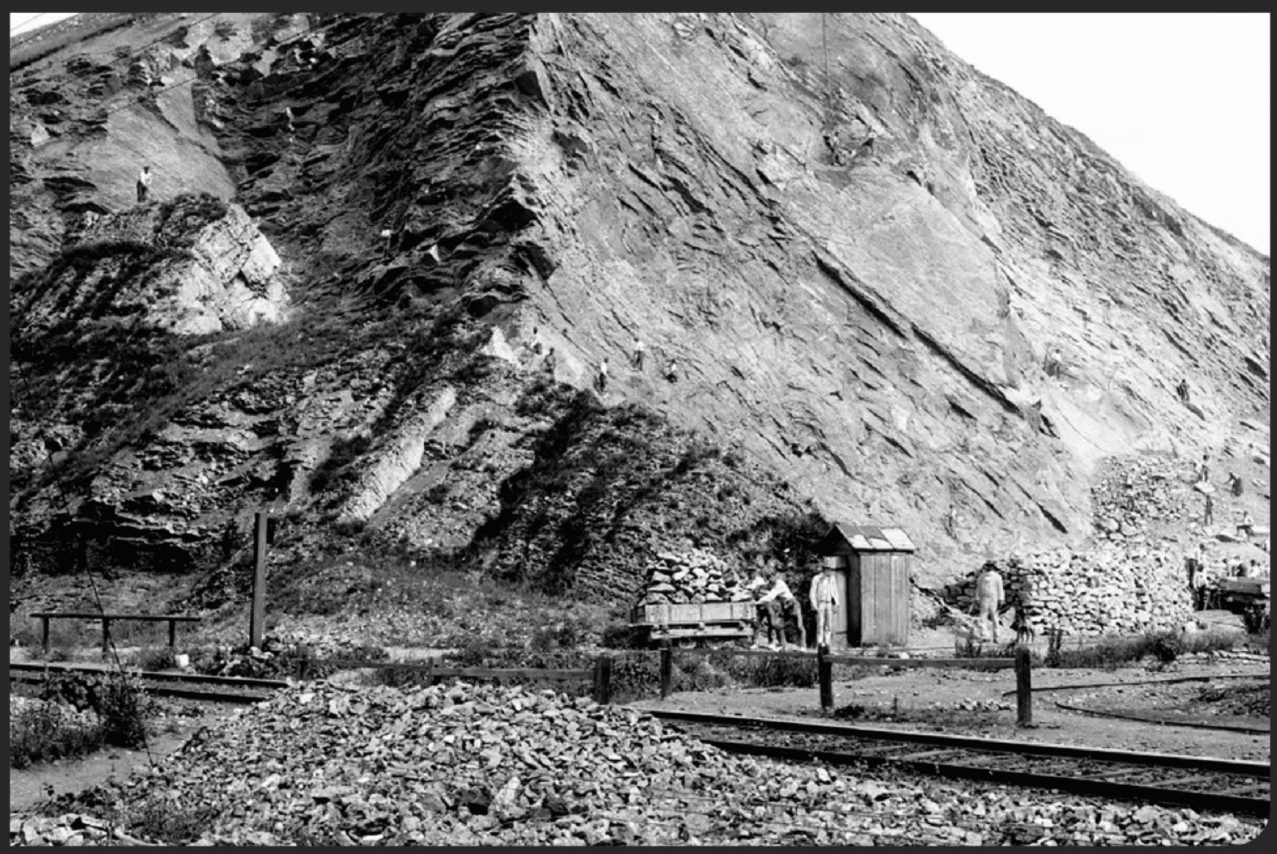
Historická podoba velkého vápencového lomu v pražském Prokopském údolí

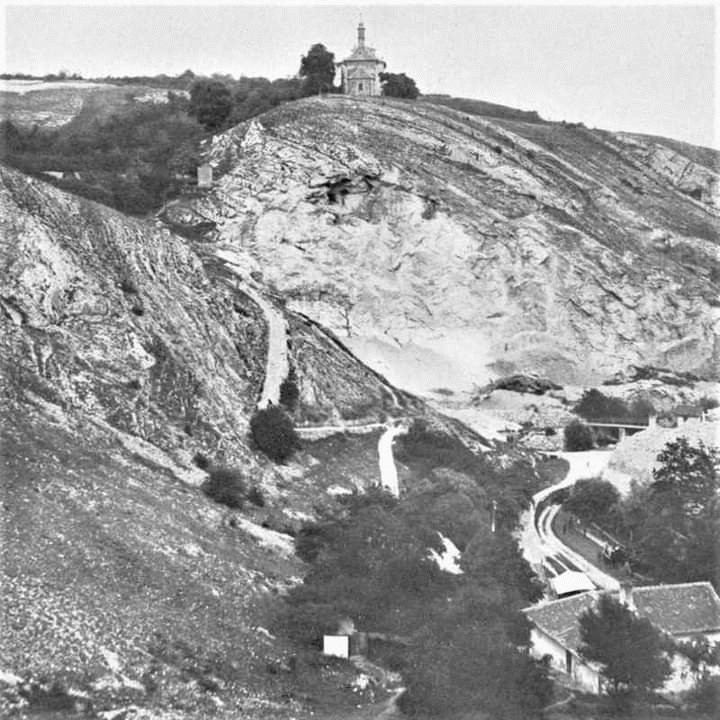
Pohled na velký prokopský lom kolem roku 1890

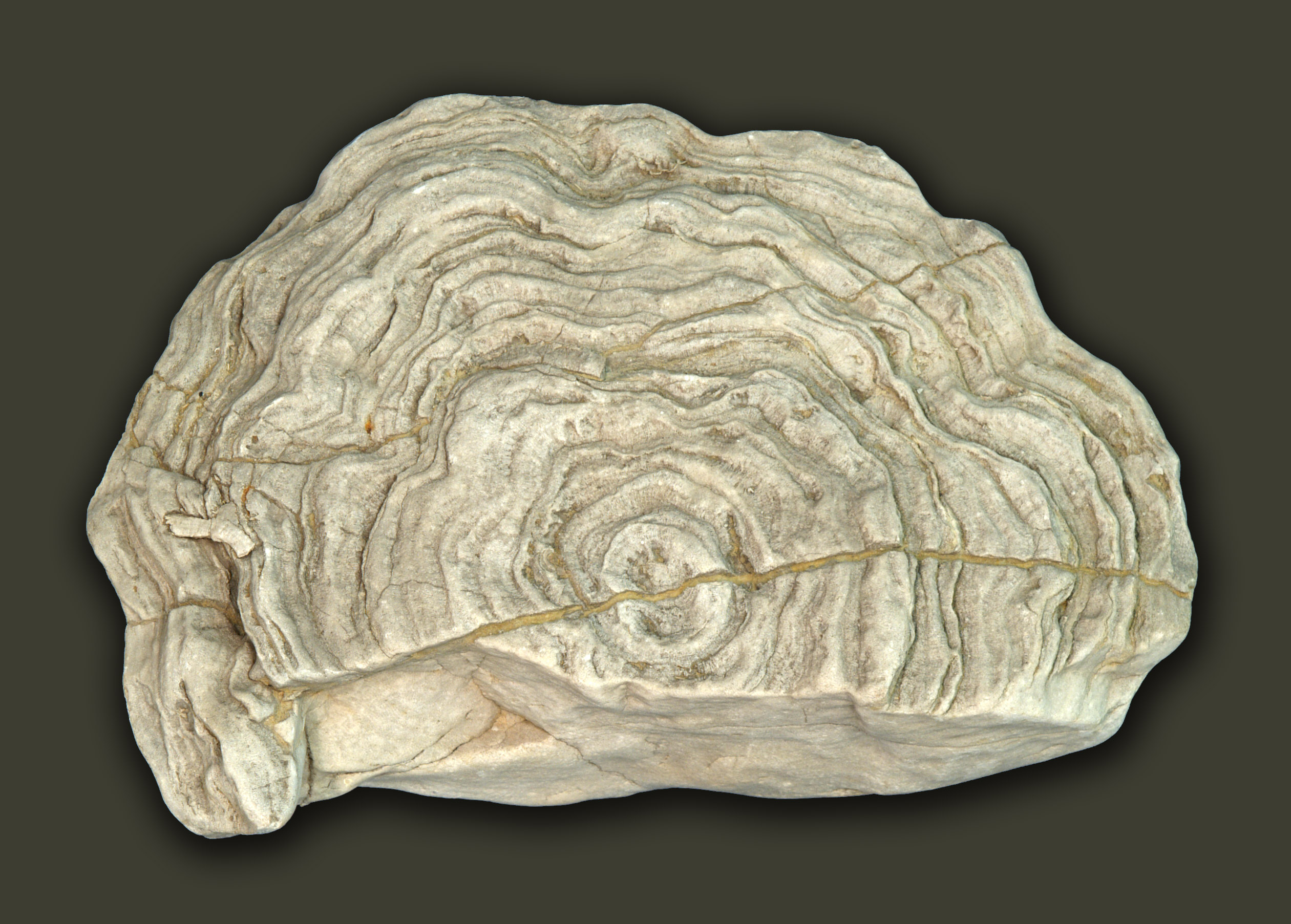
Stromatopora (maximální průměr 45 cm) ze švédského ostrova Gotland, kde se na povrchu ostrova nachází planina tvořená převážně silurskými vápenci (ilustrační foto)

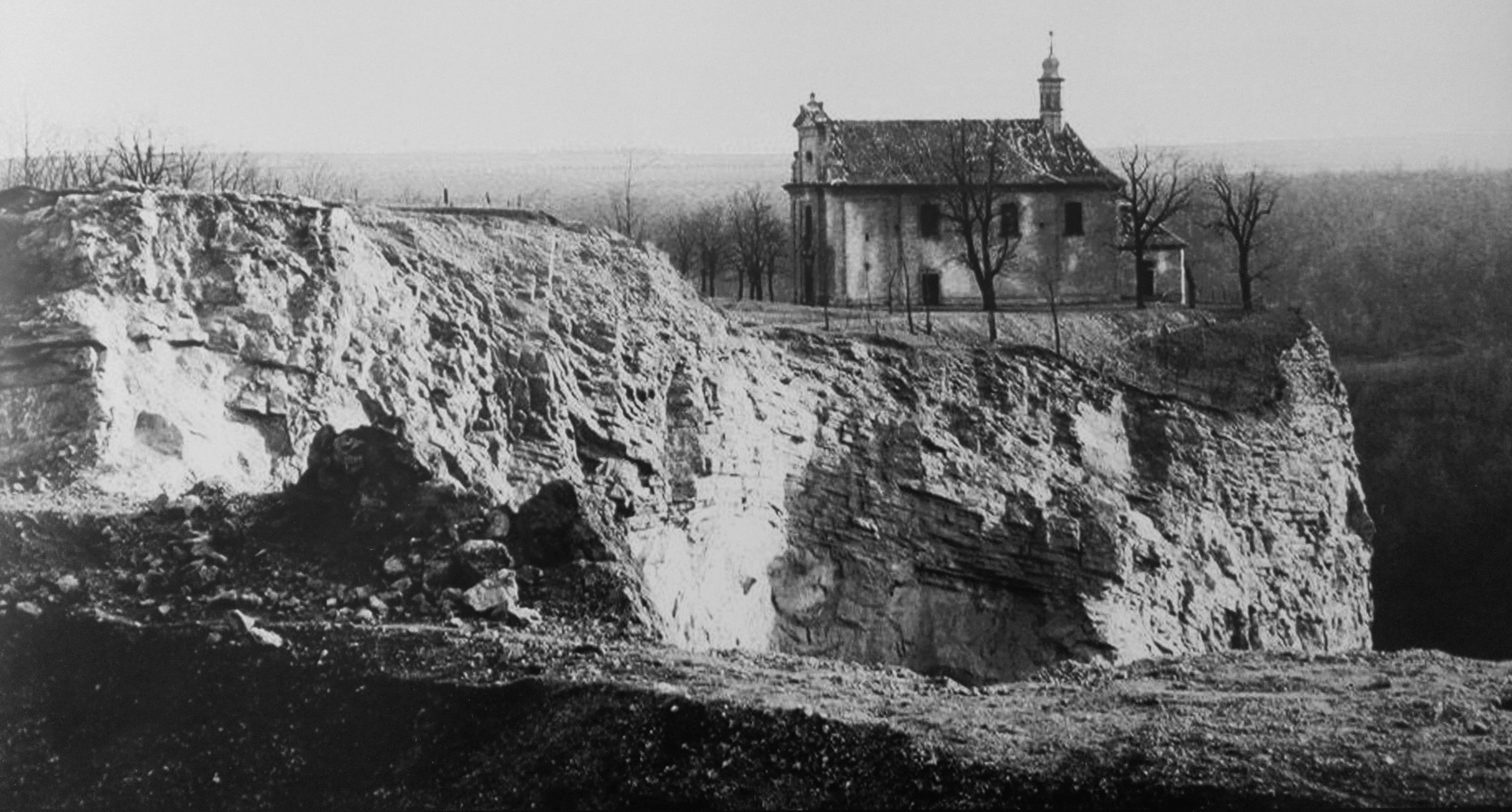
Kostel Svatého Prokopa (kolem roku 1922)

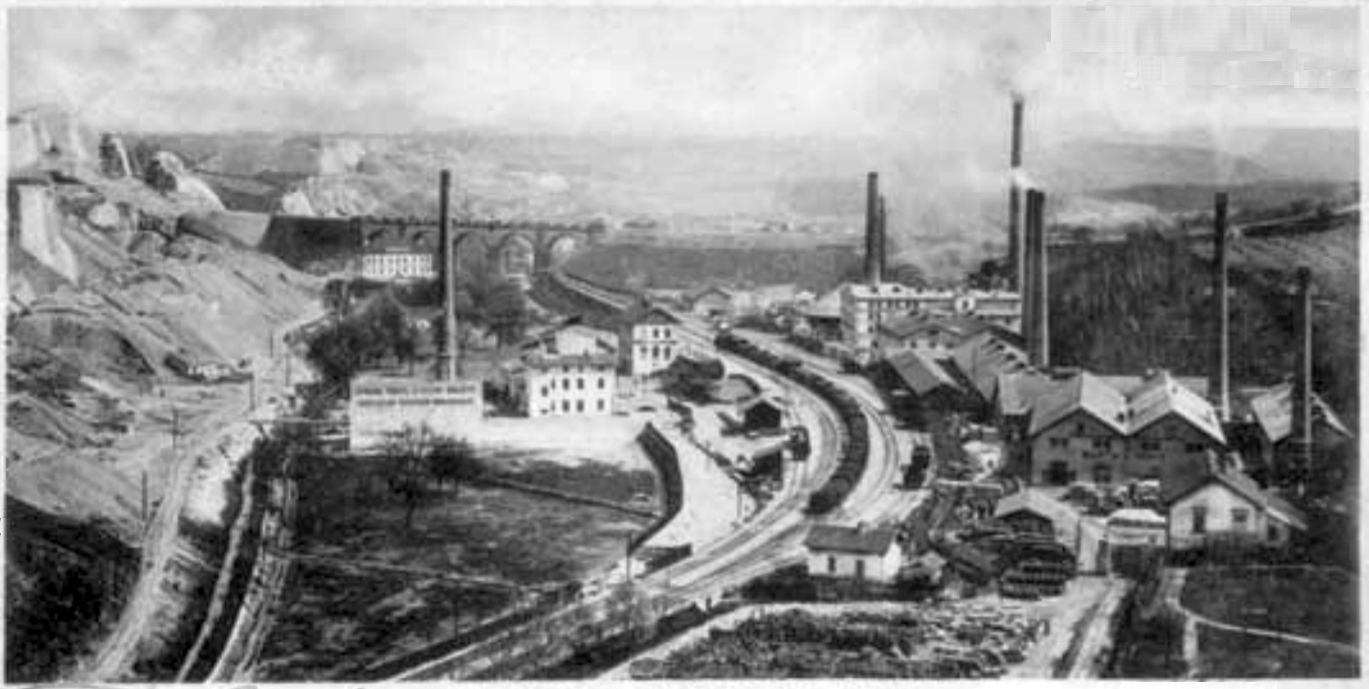
Pohled na tovární komplex Barta & Tichý v pražských Hlupočepích (rok 1898)

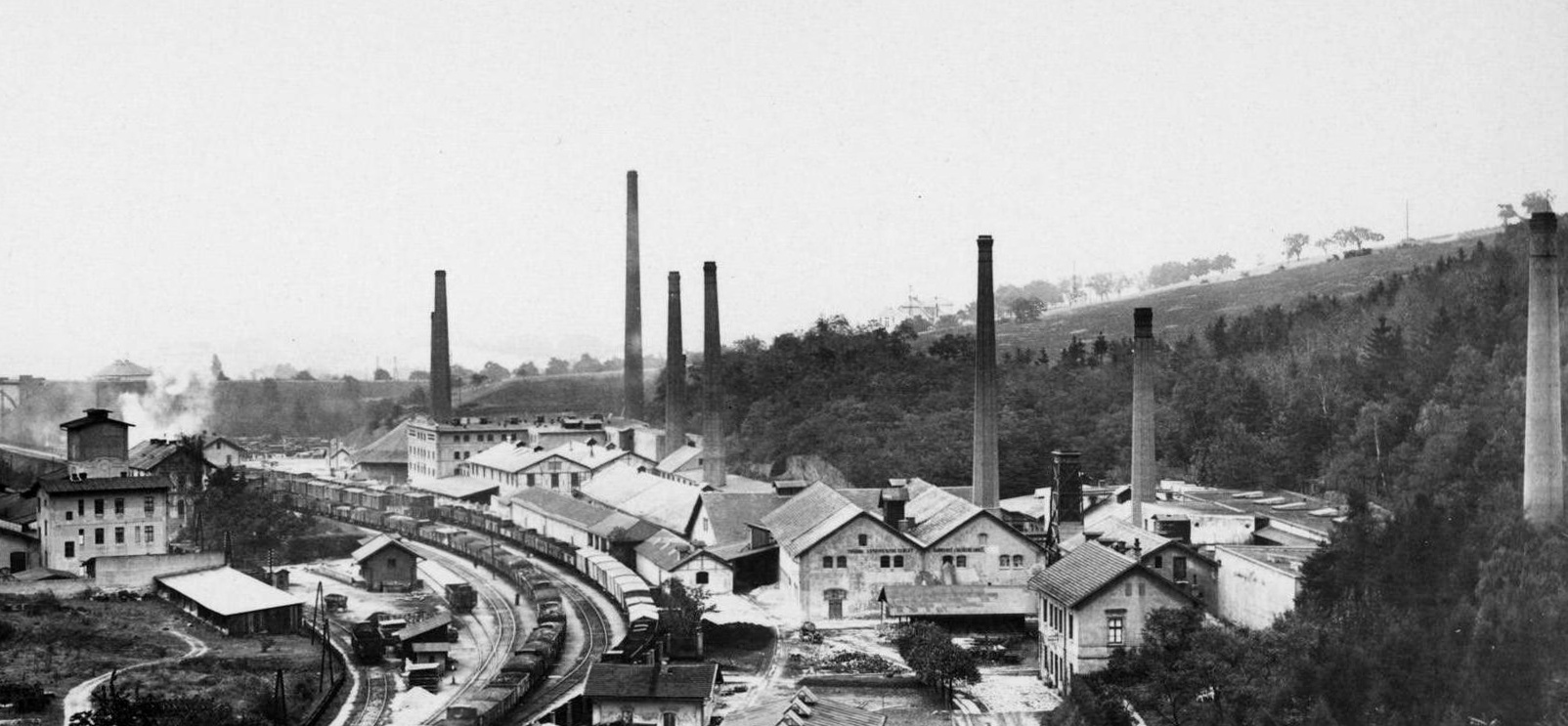
Celkový pohled na tovární komplex vápenky a cementárny firmy Barta & Tichý (Prastav) v pražských Hlubočepích (rok 1925)

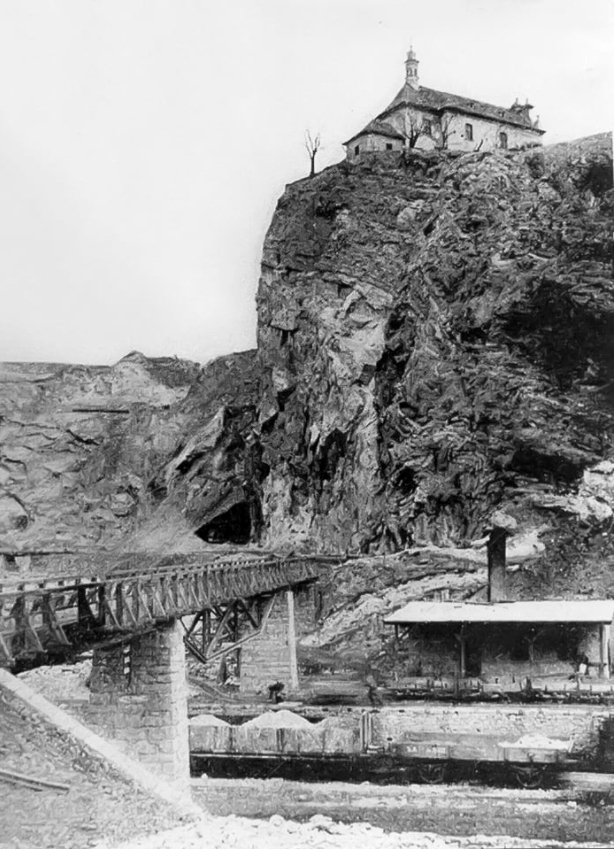
Velký vápencový lom a kostel svatého Prokopa v Prokopském údolí (boční pohled)

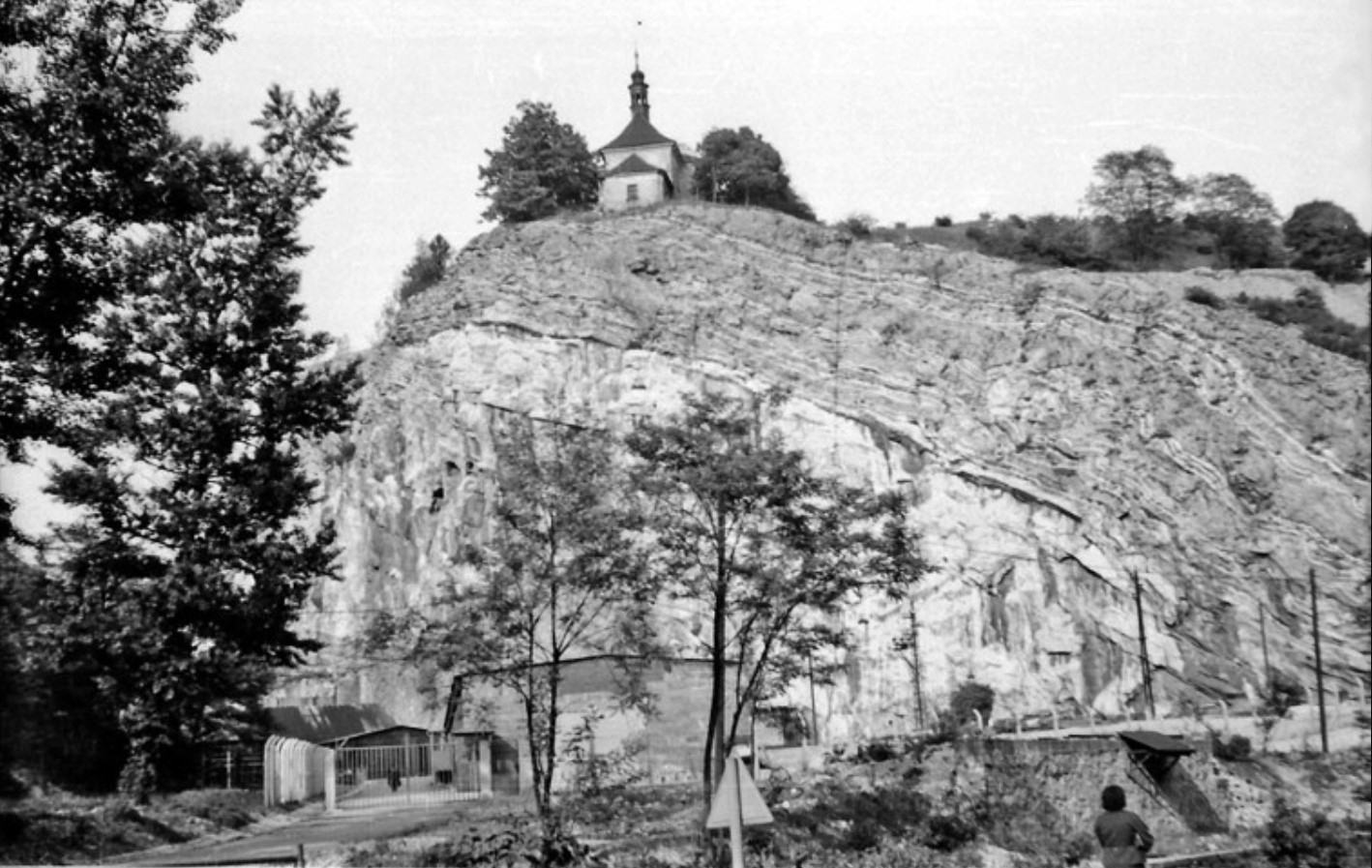
Velký vápencový lom a kostel svatého Prokopa v Prokopském údolí (čelní pohled)

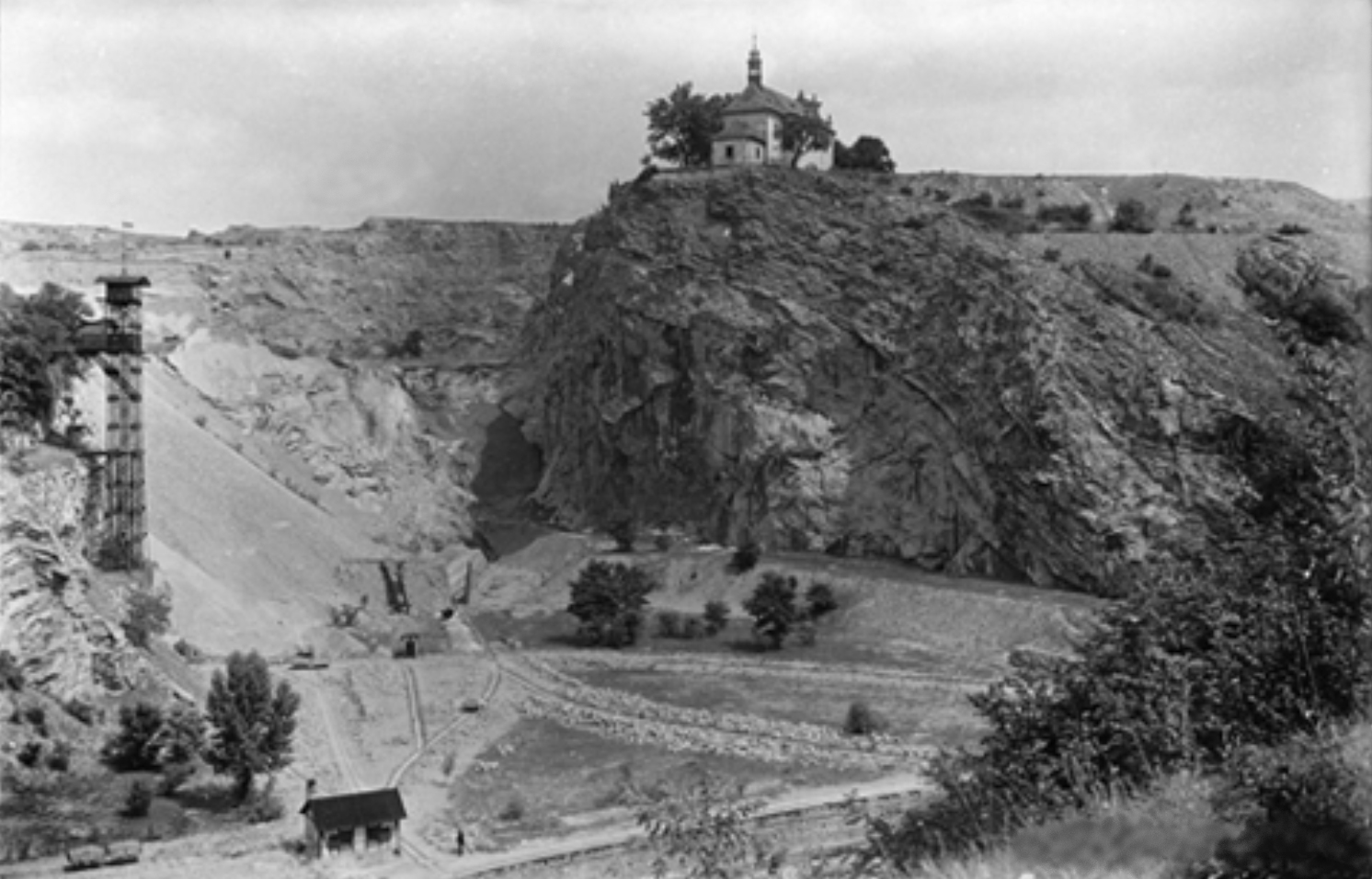
Velký vápencový lom a kostel svatého Prokopa v Prokopském údolí (pohled shora)

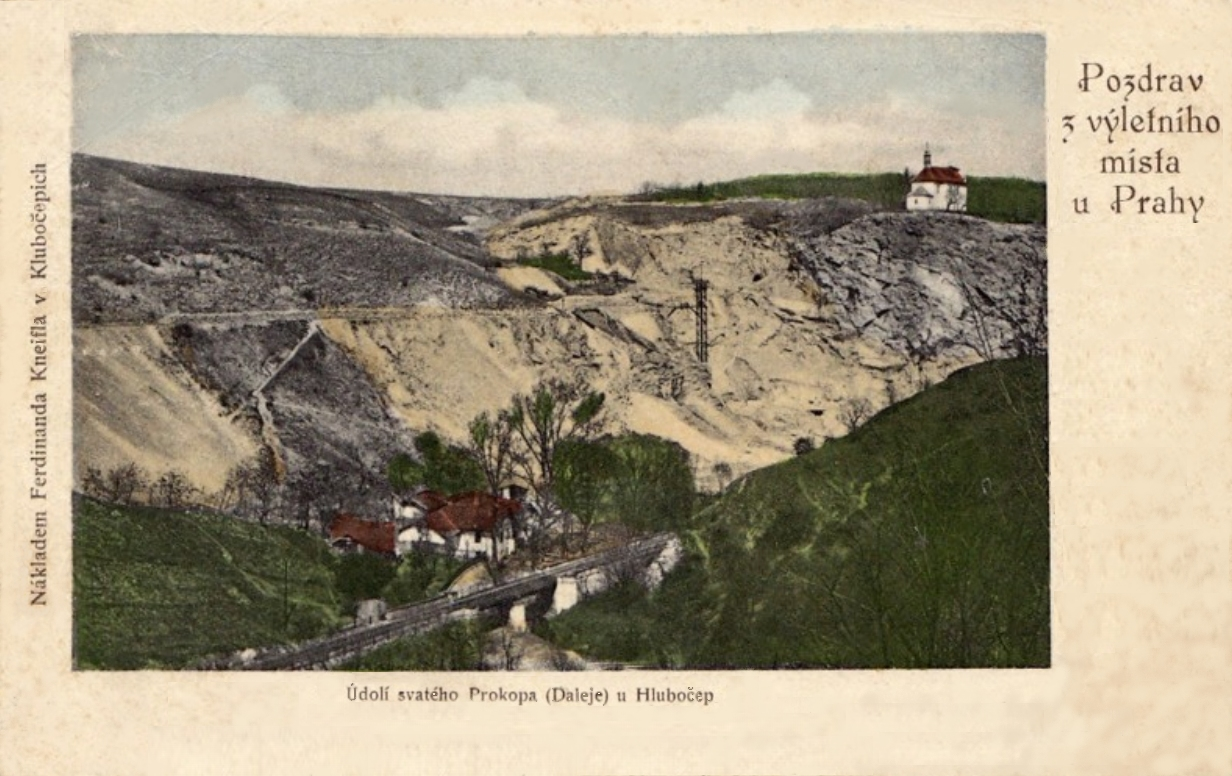
Velký vápencový lom a kostel svatého Prokopa v Údolí sv. Prokopa u Hlubočep na kolorované dobové pohlednici

Prokopský lom (někdy nazývaný též velký Prokopský lom) se nacházel v Prokopském údolí v místě, kde je dnes (2021) vojenský objekt v Prokopském údolí a v jeho bezprostředním okolí. Lom rozděloval přírodní park Prokopské a Dalejské údolí na západní a východní část, přičemž odkrýval geologicky a paleontologicky velmi zajímavý průřez vrstvami usazenin devonu.

## Geologický profil
Při pohledu ze silničky vedoucí Prokopským údolím v místě vstupu do vojenského objektu dominuje pohledu téměř kolmá, nepřehlédnutelná skalní stěna, která se vypíná vpravo nad vchodovým objektem. Na jejím vrcholu stál kdysi kostelík svatého Prokopa. Již v roce 1931 navrhli tehdejší geologové Ministerstvu školství a národní osvěty ochranu této jedinečné stěny, ale zůstalo jen u návrhu. Ve spodní části této jedinečné skalní stěny jsou odkryty šedé jílovité vápence, které se usazovaly v nejvyšší části mezinárodního časového stupně prag. Nad šedými jílovitými vápenci skalní stěny byla odkryta více než 25 metrů silná vrstva tvořená masivním bělavým vápencem. Tato vrstva se, směrem od údolí, ztenčuje a bočně nakonec přechází do světlých deskovitých vápenců. Vrstva masivního vápence je vlastně tzv. stromatoporový útes. Tento útes je tvořen kostrami vymřelých bezobratlých mořských živočichů – stromatopor, jež jsou podobny mořským korálům. Stromatopory vytvářely především útesy v nehlubokých teplých mořích siluru a devonu. Nad tělesem tvořeným masivní vrstvou vápence se nachází detailně provrstvené šedé vrstevnaté vápence se sedimentárními horninami – rohovci, které se zde usadily na začátku období spodního devonu (dle mezinárodního časového stupně ems; v Česku stupeň Zlíchov) před asi 407 miliony let.

## Historie

### Kostel svatého Prokopa
Popis novodobé historie místa pozdější existence Prokopského lomu je třeba začít od „opěrného bodu“, kterým je poutní kostel svatého Prokopa. Ten byl postaven (podle starších plánů) na vrcholu vápencových skal v barokním slohu architektem Pavlem Ignácem Bayerem za finanční podpory Adama Františka ze Schwarzenberka v letech 1711 až 1712. Poutní kostel svatého Prokopa stál nad vstupem do Prokopské jeskyně. Po druhé světové válce byla stavba zahrnuta do veřejnosti nepřístupného vojenského střeženého objektu. Z důvodu údajně porušené statiky (a nebezpečí samovolného zřícení) byl kostelík v roce 1966 odstřelen a rozebrán.

### Prokopská jeskyně
Na strmé skále (v místech pod kostelem svatého Prokopa) se nacházela v Dalejích u Jinonic dlouhá jeskyně (někdy též zvaná Dalejská či Prokopská nebo Svatoprokopská). Podle některých starších popisů se Svatoprokopská jeskyně nacházela mezi obcemi Klukovice a Hlubočepy, nedaleko Dalejského mlýna. Jednalo se o jednu z nejvýznamnějších jeskyní, které se nacházely (v počtu kolem 30) v Prokopském údolí. Navíc udávanou délkou kolem 120 metrů. patřila mezi jednu z největších (a nejvýznamnějších) v Čechách. Údajně v této jeskyni měl svůj poustevnický život zahájit (a rovněž i skončit) svatý Prokop. Zachovaný popis vnitřku jeskyně z doby kolem roku 1830 líčí dostatečně plasticky její vnitřek:
Vystoupíte několik schodů do tmavého otvoru, který je tak těsný, že se toliko jediná osoba může s námahou protáhnout. Hluboká tma panuje všude. Je slyšet zvuk vody protékající v hlubině, a pak dojdete k vlastní jeskyni. V ní je k vidění kamenný krucifix a hladký kámen, ležící na zemi, s otiskem lidské postavy, o němž se říká, že světec jej užíval jako lůžka a otiskl do něj podobu svého těla.
 , O Prokopské jeskyni (popis; kolem roku 1830), 
V Prokopské jeskyni byly dokonce nalezeny kosti některých prehistorických zvířat (jeskynní medvěd, mamut, srstnatý nosorožec). Mezi cenné nálezy z této lokality patřila také lebka předvěkého člověka – Homo sapiens (sapiens) fossillis.

### Prokopská poustevna
Nedaleko od vchodu do Prokopské jeskyně (na strmé skále pod kostelem) byla v roce 1715 vystavěna poustevna. K poustevně vedly schůdky přímo vytesané ve skále. Ještě v roce 1715 se v poustevně usídlil i první poustevník, bratr Jakub Posnanský. Nařízením císaře Josefa II. byla poustevna po roce 1780 zrušena. Ještě několik následujících desetiletí byla ale poustevna obydlena.

### Odstřely skal
Prokopská jeskyně jakož i poustevna padly za oběť těžbě vysoce kvalitního vápence – suroviny pro stavební hmoty. Těžba této drahocenné suroviny dosáhla svého vrcholu v poslední třetině 19. století a pokračovala až do druhé poloviny 60. let 20. století. Zánik kostelíka předznamenalo odtěžení skalního masivu silurských vápenců v místech Svatoprokopské jeskyně (v letech 1887 až 1888) a o tři roky později (kolem roku 1890) pak dílo zkázy dokonal odstřel skály se zbytky jeskyně a s poustevnou. Rozšiřováním Prokopského vápencového lomu a následnou intenzivní těžbou v něm tak definitivně zmizela jeskyně i poustevna.
Odstřel skály s jeskyní a poustevnou, dále postupující intenzivní těžba vápence i v druhé polovině 20. století, odlámání skály na okraji vápencového lomu v těsné blízkosti kostela a existence po druhé světové válce veřejnosti nepřístupného vojenského střeženého objektu – to byly pádné důvody pro konstatování, že kostel má narušenou statiku a že hrozí jeho samovolné zřícení. Kostel byl 26. května 1966 proto stržen a následně jeho zbytky rozebrány.

### Těžba
Od 70. let 19. století (kdy už byla Prokopským údolím vybudována železniční trať napojená na Smíchovské nádraží) se zejména zde se nacházející vysokoprocentní útesové vápence staly cílem těžby jako cenná surovina pro výrobu vápna a později i cementu. Lokality Prokopského a Dalejského údolí se postupně staly průmyslovým územím, kde se začaly rozrůstat vápencové lomy.

### Prokopský lom
Historie Prokopského lomu je spjata s průmyslovou minulostí Prokopského údolí a především s těžbou vápence, jemuž se zde ve velkém věnovalo od druhé poloviny 19. století několik firem. Prokopský lom patřil knížeti Schwarzenbergovi; vápenky tu měli Max Herget i společnost Biskup, Kvis & Kotrba. Do průmyslových dějin jihozápadního okraje Prahy se ale zapsala především hlubočepské firma Barta & Tichý, která u hlubočepského nádraží v bezprostředním sousedství Prokopského lomu vystavěla v letech 1875 až 1878 tovární komplex na výrobu stavebních hmot (vápna, cementu, šamotu, terakoty, keramického a kameninového zboží). Tovární komplex na výrobu stavebních hmot, hlubočepské nádraží a Prokopský lom – hlavní zdroj suroviny pro továrnu – byly spolu propojeny úzkorozchodnou tratí. Budování tohoto systému několika úzkorozchodných tratí bylo zahájeno v poslední čtvrtině 19. století. Nejdelší úseky této tratě byly vedeny v první lomové etáži (nejvýše nad údolím) a paralelně s nimi, leč o něco níže (při dně údolí), pak vedly i prostorem třetí lomové etáže. Na některých místech tak při pohledu z ptačí perspektivy vedly úzkokolejné trati ve dvou patrech nad sebou a byly (na vhodném místě) spolu spojeny mezietážovou spojnicí. (Při cestě důlních vozíků směrem dolů to byla svážná, při pohybu důlních vozíků směrem nahoru zde byl výtah.) Právě u dna údolí, na třetí lomové etáži, procházela úzkokolejná trať v jednom místě uměle vyrubaným tunelem – dopravní štolou.

### Dopravní štola
Bývalá dopravní štola (nesprávně někdy označovaná jako jeskyně), které místní říkali „Amerika“, je mírně zahnutého tvaru a je pozůstatkem uměle vyražené spojovací chodby, kudy vedla z Prokopského lomu úzkorozchodná trať pro dopravu důlních vozíků s vytěženým materiálem (vápencem) na výsypky nebo k přilehlým pecím. Štola byla součástí třetí lomové etáže velkého Prokopského lomu. Některé prameny udávají její délku až 200 metrů, ale ve skutečnosti je dlouhá jen asi 90 metrů.
Ve štole je možno pozorovat různé krasové jevy, které ale těm v Koněpruských jeskyních nemohou zdaleka konkurovat. Prosakující voda vytváří ve štole sintrovou výzdobu. Jsou zde i jezírka a „pohyblivé kamínky“, které jsou vlivem odkapávající vody v neustálém pohybu. Ty se časem obalí vápencem a mohou vytvořit tzv. jeskynní perly. V ohybové části chodby se v zimě udržuje stabilní teplota a pokud mrzne, můžeme v prostorách štoly najít různé ledové jevy: tzv. rarášky, rampouchy či ledové krápníky.

Dopravní štola a její okolí
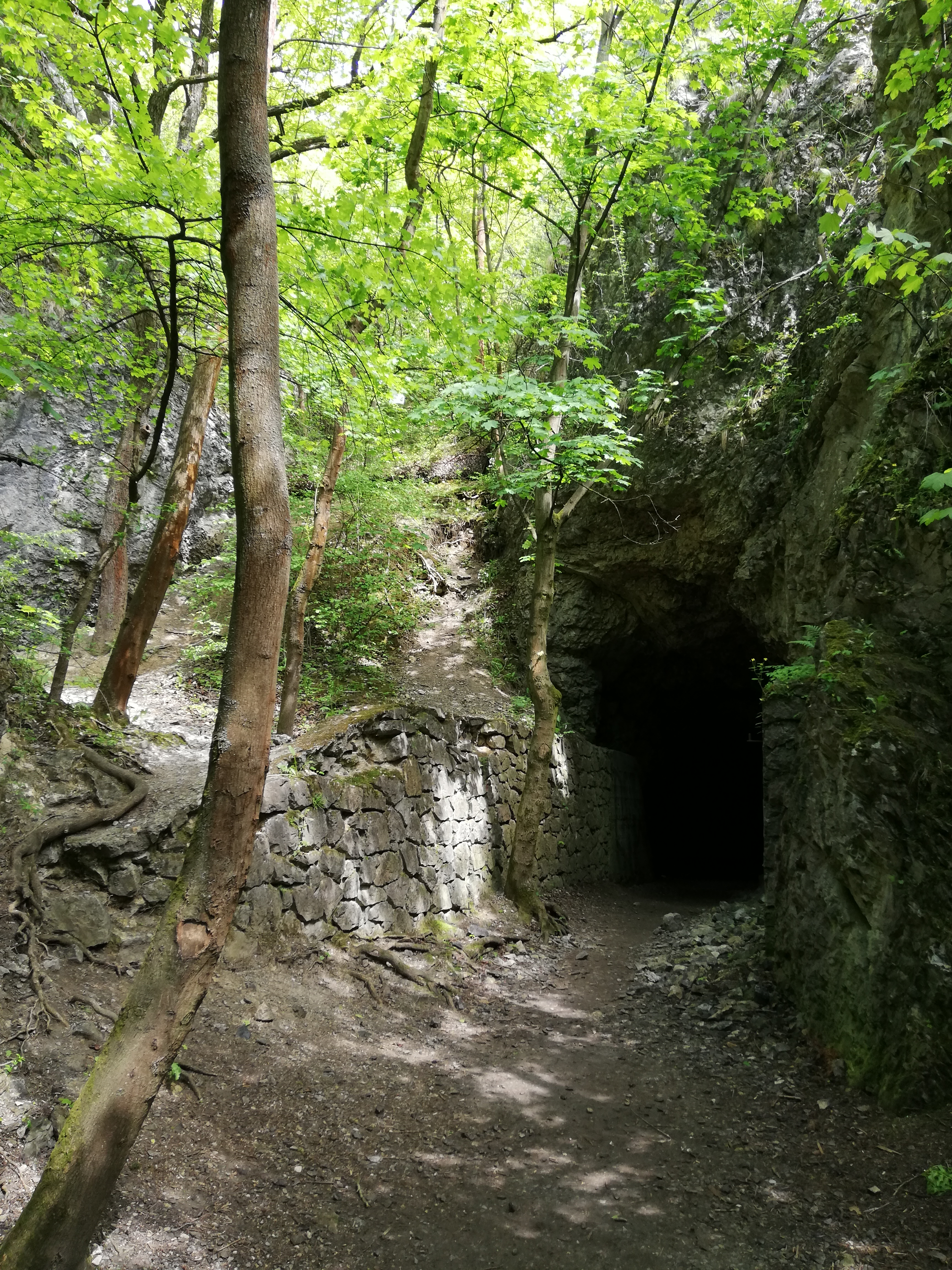
Vstup od asfaltové silničky Prokopským údolím
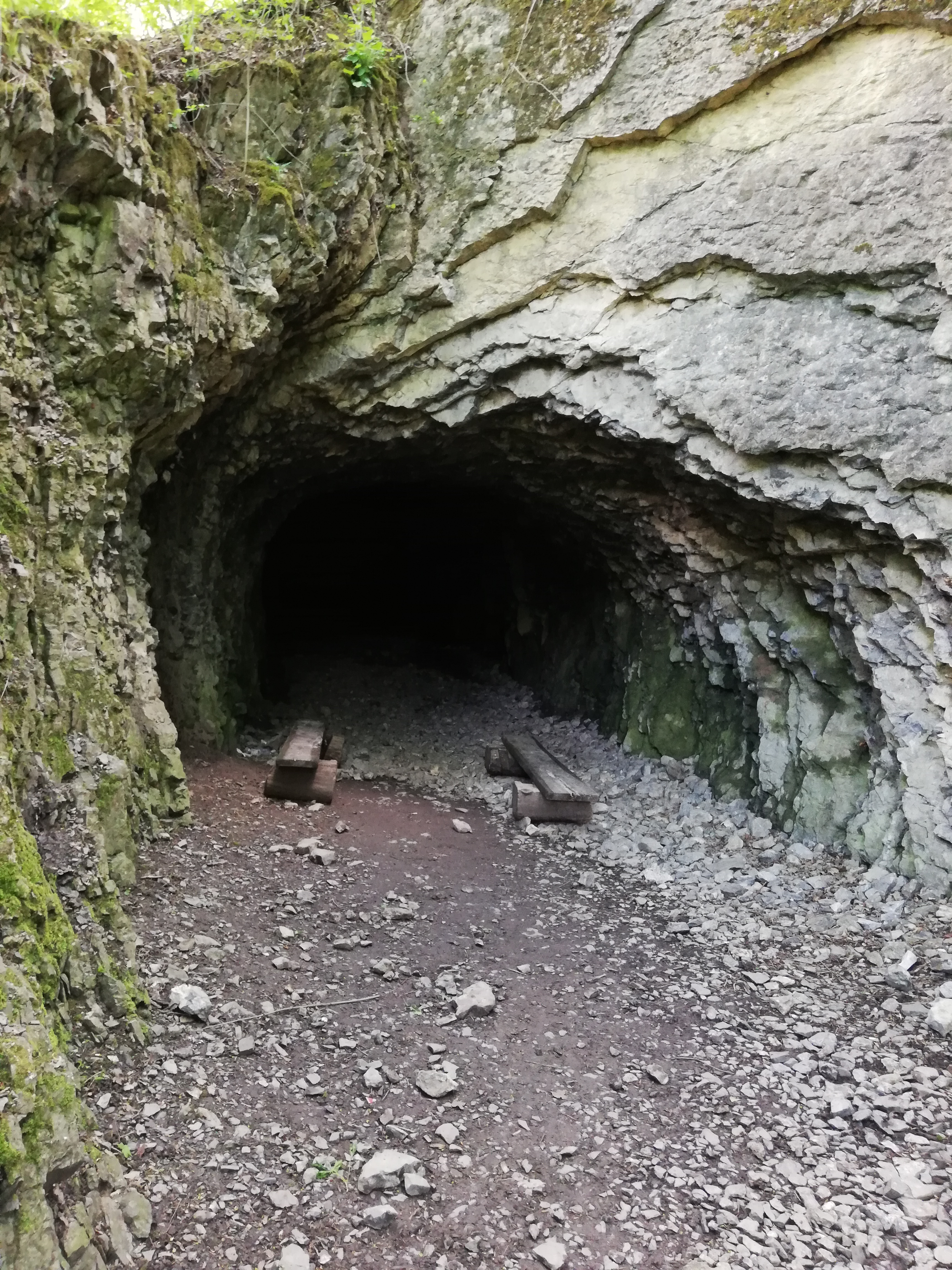
Vstup od bývalých pecí, resp. od dětského hřiště
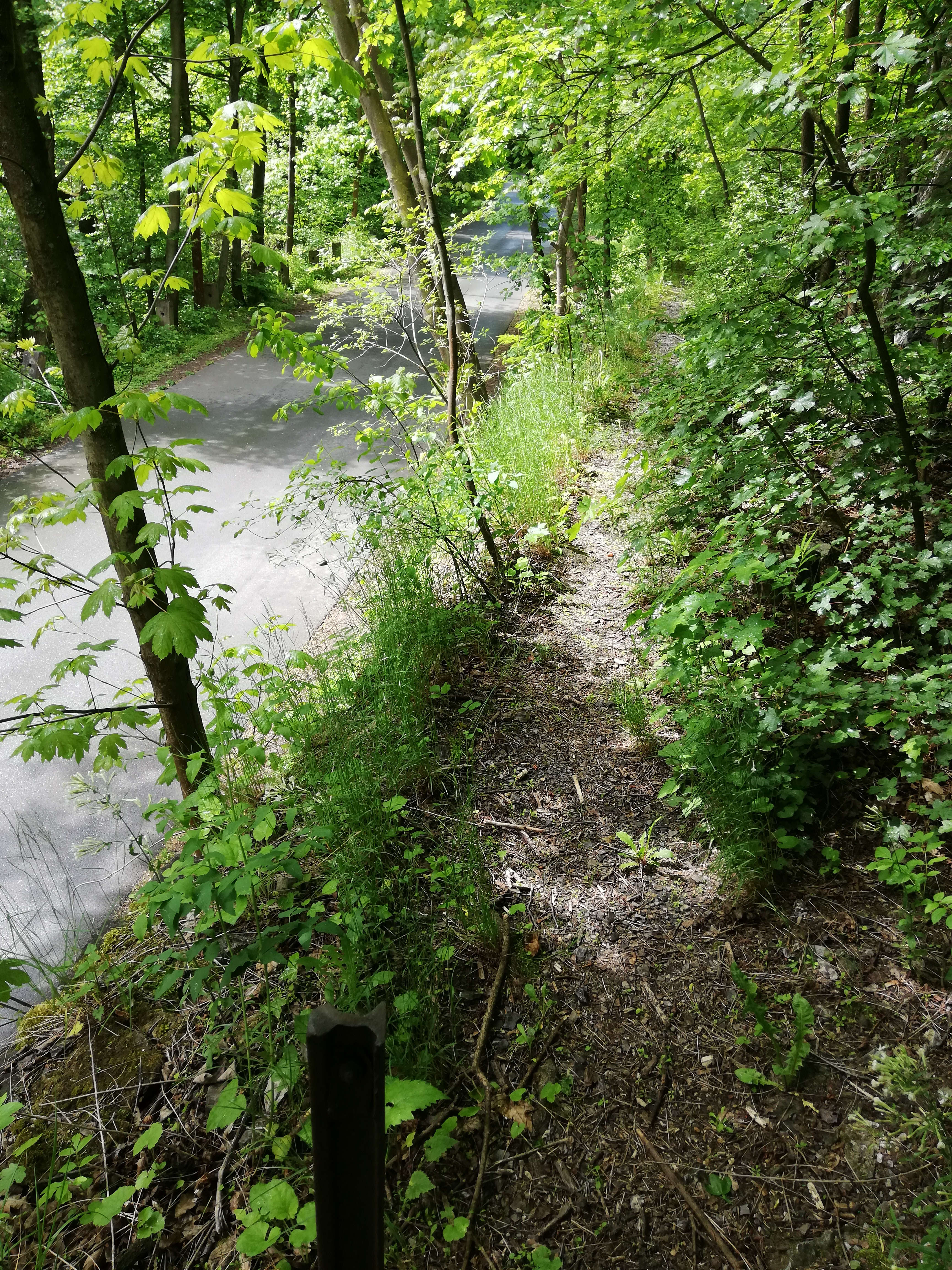
Zbytek tělesa trati podél asfaltové silničky Prokopským údolím
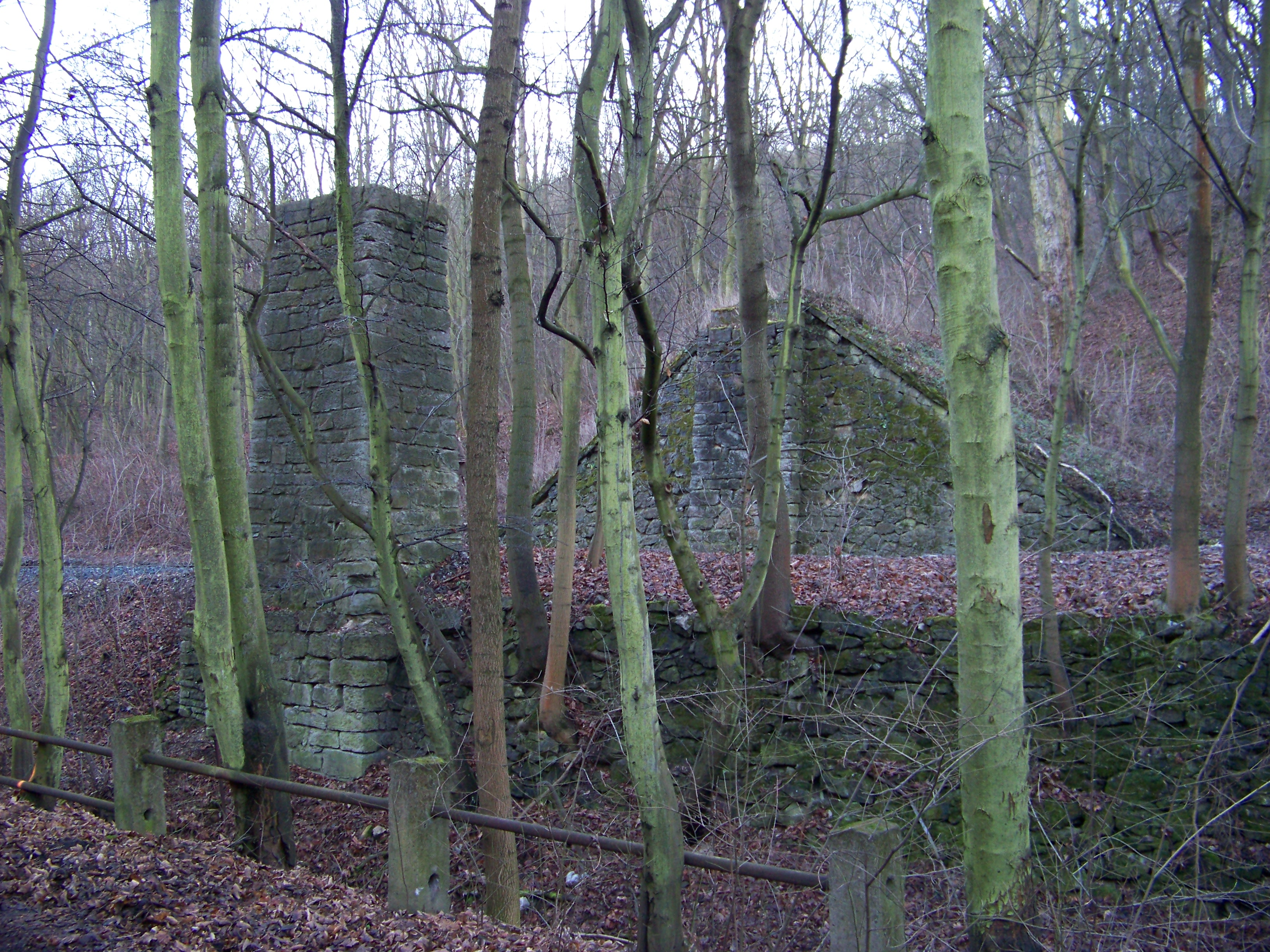
Kamenné zbytky bývalého můstku přes železniční trať Praha Smíchov – Beroun

### Druhá světová válka

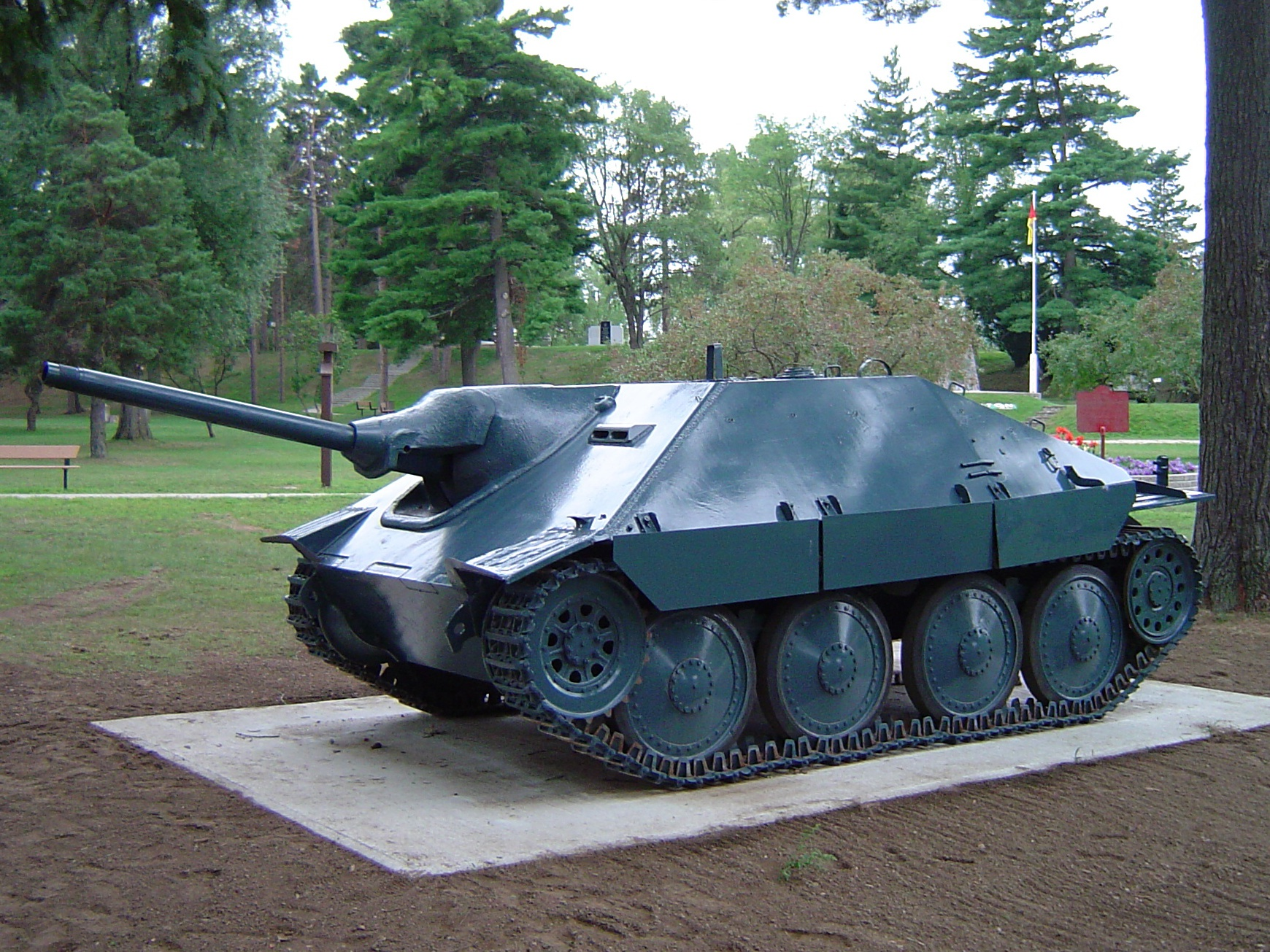
Německý stíhač tanků: Jagdpanzer 38(t) „Hetzer“ (ilustrační foto)

Na počátku 20. let 20. století došlo ke vzniku společnosti Prastav, která se zabývala výrobou širokého sortimentu stavebních hmot. Firma vznikla postupným rozkvětem a nebývalým rozšířením původní firmy Barta & Tichý, která vlastnila (mimo celou řadu lomů v okolí Prahy a dalších továren) v bezprostředním sousedství Prokopského lomu tovární komplex na výrobu stavebních hmot. Od 1. ledna 1939 převzal ředitelské místo (a vlastnické podíly v podniku) po svém otci Rudolfu Bartovi jeho jediný syn Rudolf Bárta. 
Jako významný podnikatel, vlastenec, aktivní člen (funkcionář) vedení Československé obce sokolské byl Rudolf Bárta dne 8. října 1941 zatčen gestapem a následně vězněn v nacistických koncentračních táborech (Terezín; až do konce druhé světové války internace v Osvětimi). Do správní rady firmy Prastav bylo dosazeno několik Němců, kteří zde setrvali až do konce druhé světové války. Jedním z důvodů Bártova zatčení mohla být i strategická poloha původního komplexu továren (vápenka, cementárna, keramička) v těsné blízkosti Prokopského lomu.
Ke konci druhé světové války, přibližně od roku 1943 (v souvislosti se sílícími nálety spojenců na německé průmyslové objekty) hledali Němci vhodné podzemní prostory pro ukrytí části zbrojní výroby. Během roku 1944 vznikly plány na výstavbu vojenského objektu – podzemní továrny. V Prokopském lomu a jeho jeskynních prostorách poté zahájili výstavbu podzemní továrny Eulalie (krycí jméno Kali I), kam měla být přesunuta veškerá produkce pro továrnu Junkers (výroba částí leteckých motorů a produkce dílů pro německý stíhač tanků Jagdpanzer 38). Během druhé světové války byly vykopány tři vzájemně rovnoběžné tunely o délce cca 300 metrů a výšce až 8 metrů. Tyto prostory byly údajně plánovány jako případné parkoviště obrněného vlaku. V podzemních prostorách továrny bylo zbudováno i malé nádraží s překladištěm. První výrobní podzemní hala (o rozměrech 200 m x 5 m) byla sice v prostorech lomu dokončena v březnu 1945, ale rychlý konec druhé světové války zabránil zahájení výroby.

### Po druhé světové válce
Ihned po skončení druhé světové války sloužily opuštěné podzemní prostory po německé továrně po nějakou dobu jako zázemí lomu a to poté, co byla jeho těžební činnost po válce znovu obnovena. Po vyklizení továrny bylo podzemí nějakou dobu prázdné a jeho prostory byly na přechodnou dobu používány k uskladňování zeleniny. Opuštěnou podzemní továrnu v Prokopském lomu během několika týdnů od skončení druhé světové války obsadila armáda. Prostory po německé armádě a neaktivní štoly lomu se používaly nejspíše jen jako sklady nedotknutelných zásob pro případ válečného konfliktu a pro další blíže neurčené vojenské činnosti. V roce 1948 hledala armáda vhodný objekt pro zkoušení zbraní, začala se o tyto prostory více zajímat, ale nakonec vyhodnotila nevhodnost tohoto místa ke zvažovanému účelu. Objekt zůstal na mnoho let prakticky nevyužívaný, respektive sloužil stále jako součást lomu. Ve vápencovém lomu totiž stále pokračovala omezeně těžba jen v úrovni nejvyšší 1. lomové etáže. Podzemní prostory a část areálu Prokopského lomu (nejspodnější tzv. 3. lomovou etáž) obhospodařovala armáda. Byla vyražena dvoukolejná štola, která spojovala 1. lomovou etáž se svážnou dráhou, čímž bylo dosaženo kompromisní koexistence lomových prací s nerušenou existencí vojenského prostoru. Těžební práce byly ukončeny v roce 1966. Celý objekt Prokopského lomu byl po tomto datu vyhlášen za vojenský a armáda zde začala provozovat veřejnosti nepřístupný vojenský objekt s kódovým označením K-116.
Objekt získal nový tajný vojenský strategický účel a počátkem 80. let 20. století byl radikálně přestavěn, zmodernizován a zásadním způsobem rozšířen. V rámci těchto prací byla důkladně zamaskována i dopravní štola vedoucí z prostoru lomu až k hlubočepskému jezírku.

### 60. léta 20. století

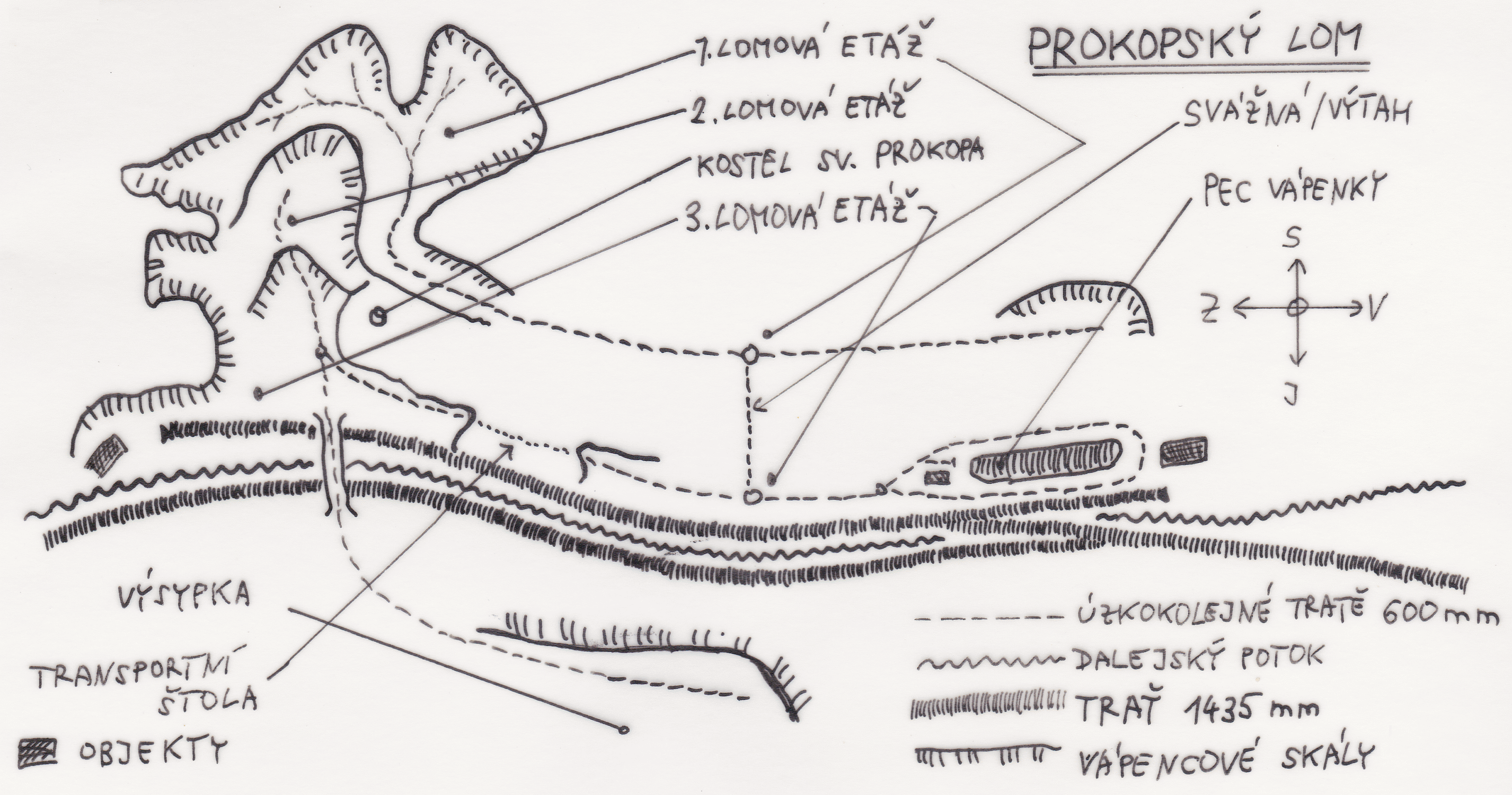
Náčrtek (plánek) Prokopského lomu (před rokem 1965)

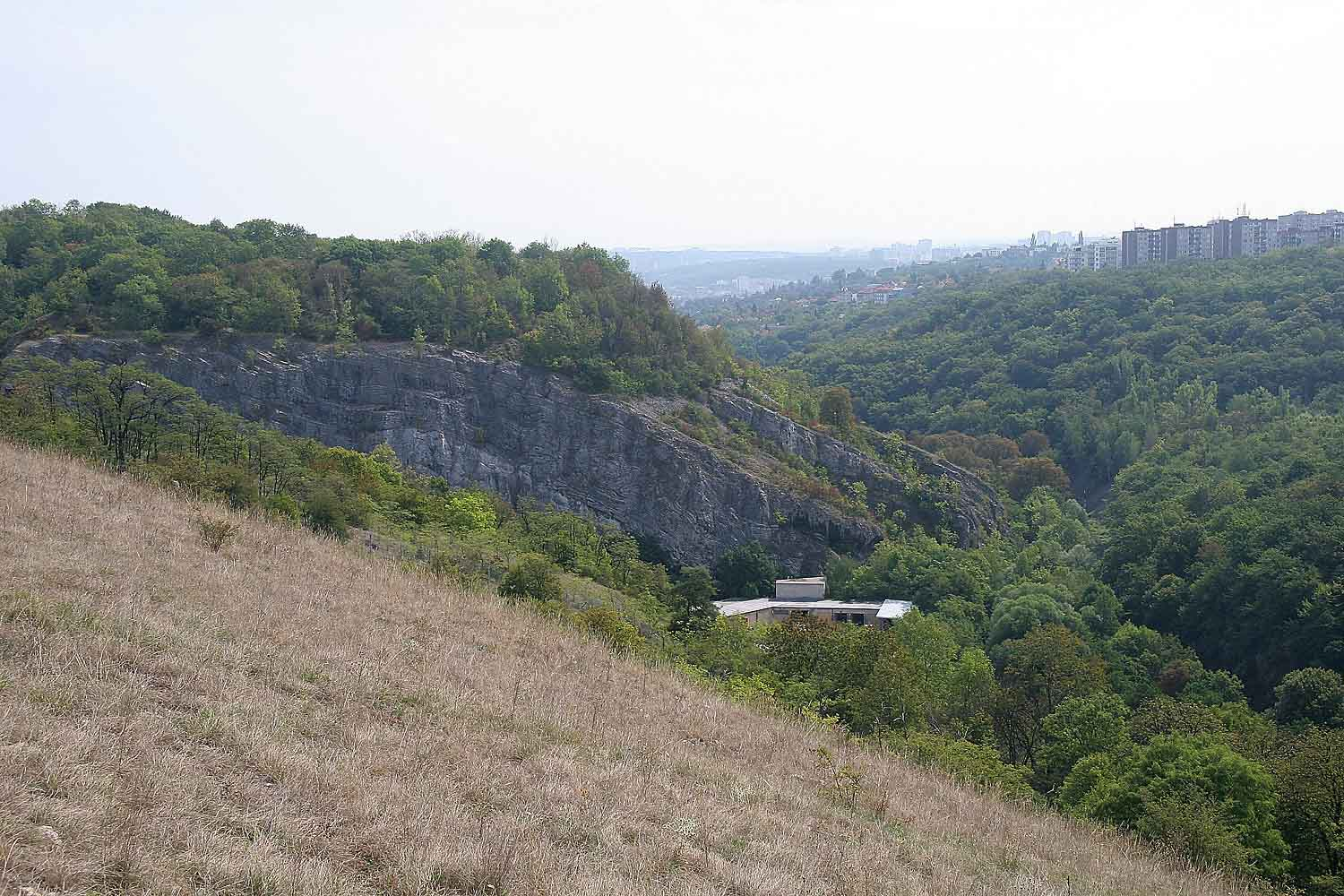
Pohled na část Prokopského lomu (rok 2006)

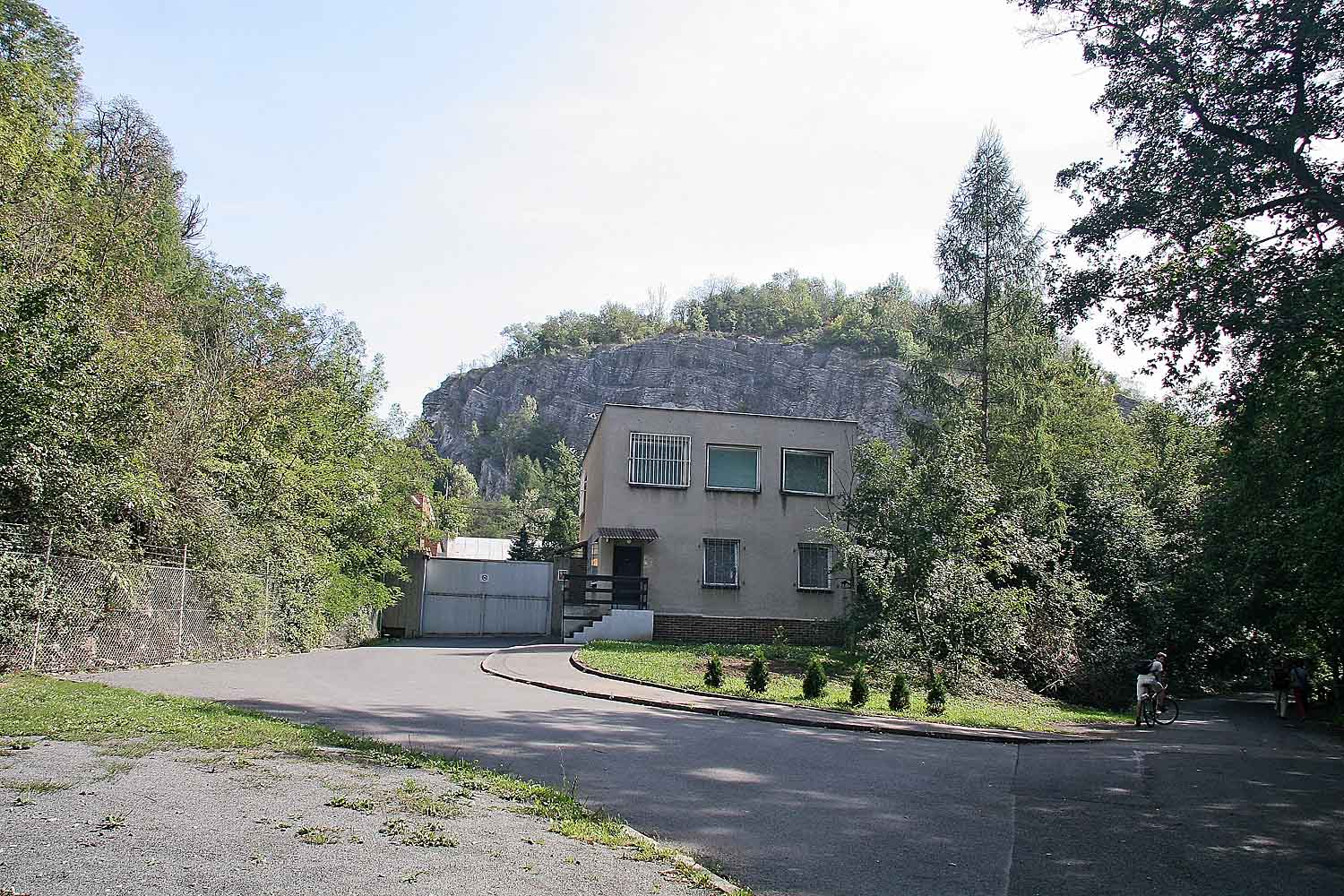
Vstup do Prokopského lomu, kde se nachází i vstupní brána do střeženého vojenského prostoru – areálu (rok 2006)

Koncem 60. let 20. století se výroba z hlubočepské keramičky přesunula mimo Prahu a její budovy zůstaly opuštěny. Poté co byla v roce 1966 definitivně ukončena těžba vápence v Prokopském lomu, byla v roce 1967 zlikvidována i kolejiště a veškerá další vybavení úzkorozchodných tratí a v roce 1968 ukončila svůj provoz i vápenka v Hlubočepích a byla zbourána. Na místě, kde stály pece je dnes (rok 2021) dětské hřiště. Několik původních objektů, sloužících potřebám Prokopského lomu, bylo přestavěno a je využíváno k jiným účelům. Převážná část lomu je zabrána jako turistům nepřístupný a střežený vojenský prostor, ale původní dopravní štola, nacházející se svým způsobem „vně vojenského prostoru“ (tj. v prostoru mezi ním a asfaltovou silničkou vedoucí Prokopským údolím) je veřejnosti volně přístupná.